# Einaras Tubutis
Einaras Tubutis (Klaipėda, 4 novembre 1998) è un cestista lituano.

## Palmarès
- BNXT League: 1

Leida: 2021-2022